# Dysphania tasmanicaria
Dysphania tasmanicaria là một loài bướm đêm trong họ Geometridae.